# Hellboy: Sword of Storms
Hellboy: Sword of Storms é o primeiro filme da Hellboy séries animadas (o segundo sendo: Hellboy: Blood and Iron), escrito por Tad Stones e Mike Mignola. Estreou em 6 de fevereiro de 2006 no Cartoon Network estadunidense, e foi lançado em DVD pela Anchor Bay Entertainment em 28 de outubro de 2006. O enredo do filme é baseado em parte na Hellboy: Wake the Devil, uma banda desenhada.

## Elenco
- Ron Perlman como Hellboy
- Selma Blair como Liz Sherman
- Doug Jones como Abe Sapien
- Peri Gilpin como Kate Corrigan
- Gwendoline Yeo como Kitsune

### Vozes adicionais
- Dee Bradley Baker como Kappa
- Keith Ferguson
- Kim Mai Guest
- Michael Hagiwara
- Yuriana Kim
- Clyde Kusatsu
- Phil LaMarr
- Liza Del Mundo
- Paul Nakauchi
- James Sie
- Mitchell Whitfield